# Palonen (sjö i Kajanaland, lat 64,22, long 30,47)
Palonen är en sjö i Finland. Den ligger i kommunen Kuhmo i landskapet Kajanaland, i den östra delen av landet, 500 km nordost om huvudstaden Helsingfors. Palonen ligger 219,3 meter över havet. Arean är 63,3 hektar och strandlinjen är 5,33 kilometer lång. Sjön  ingår i Vuoksens huvudavrinningsområde.   I omgivningarna runt Palonen växer i huvudsak barrskog.
I övrigt finns följande vid Palonen:
- Piilovaara (kullar)